# Koreansk ålder

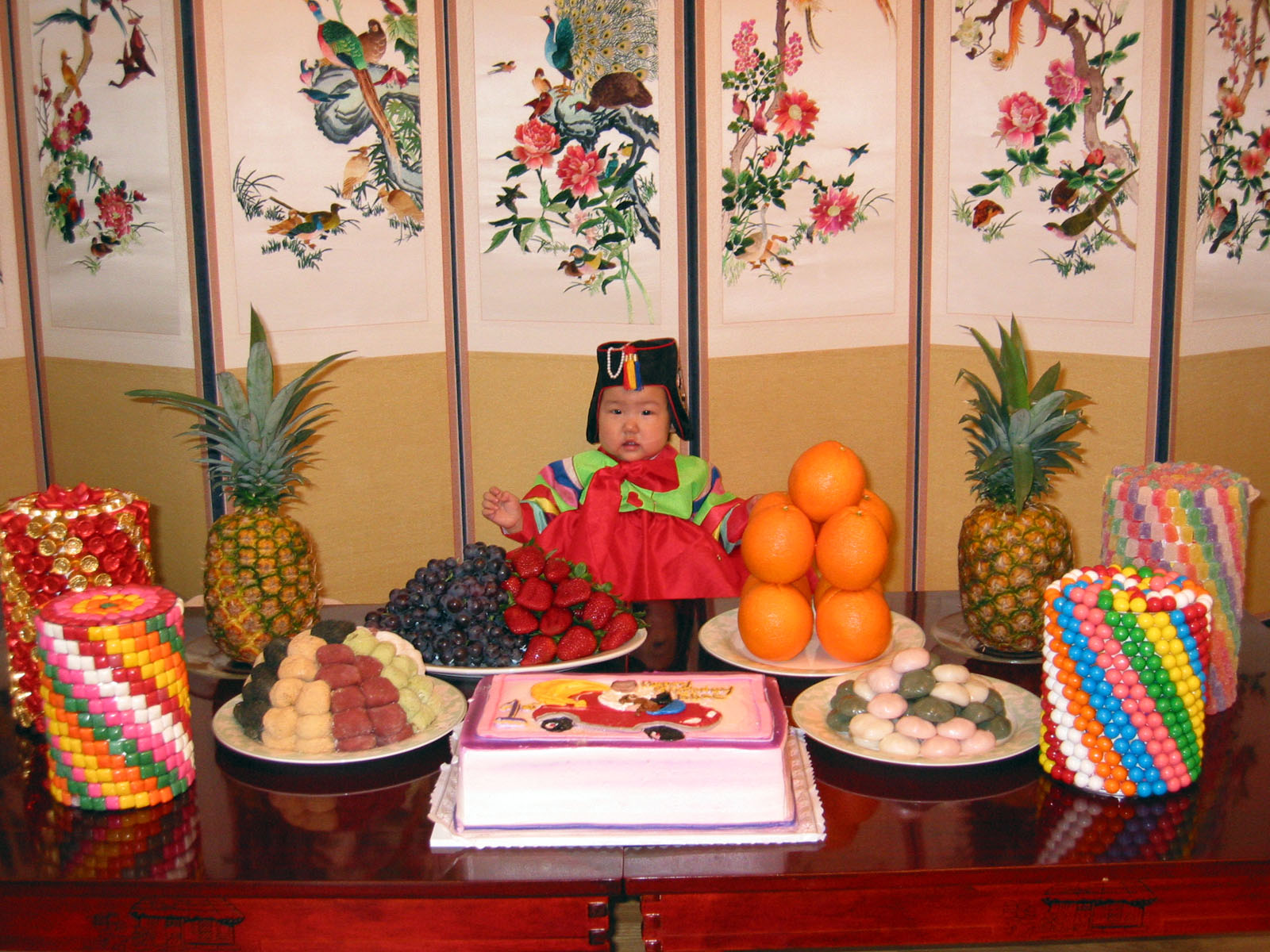
"Dol" är det traditionella sättet att fira ett barns ettårsdag i Sydkorea.

Koreansk ålder ("hanguk-nai", 한국 나이) är ett system för att beräkna ålder, som tidigare förekommit i Kina, Vietnam, Japan, Nordkorea, och fortfarande i Sydkorea och Taiwan. Principen tar hänsyn till de nio månader som barnet tillbringar i livmodern och betraktar därför barnet som ett år gammalt vid födseln ("han sal", 한살). Sedan läggs ett nytt år till åldern vid varje nyår, vilket följer den gregorianska kalendern (ursprungligen det nya året i den kinesiska kalendern). Första januari betraktas alltså som allas födelsedag. Således kan vissa individer vara två år äldre enligt koreansk ålder än beräknat enligt internationell ålder.
Ursprunget till systemet är oklart. Ibland anges det buddhistiska inflytandet på uppfattningen om liv och födelse i Asien, medan andra tillskriver det frånvaron av begreppet noll i det kinesiska ordinarie nummersystemet.
Systemet har inte använts i Nordkorea sedan 1980, varför Sydkorea och Taiwan länge har varit de enda länderna i världen som fortfarande använder denna östasiatiska åldersberäkning. Från halvårsskiftet 2023 kommer dock Sydkorea att byta system för folkbokföring till internationell standard, vilket konkret kommer innebära att personer födda under första halvåret blir ett år yngre, och de födda efter 1 juli blir två år yngre.